# Imbert d'Eyguières
Imbert d’Eyguières, dit également Imbert d’Aiguières (c.1130
 - † le 20 juillet 1202), fut chanoine, puis sacristain d’Arles et devint archevêque d’Arles du 9 octobre 1191 à sa mort.

## Origines
Imbert d’Eyguières fait partie d’une famille noble possessionnée dans le terroir arlésien, les Eyguières dont l’origine remonte au XIe siècle. On connait deux de ses frères : Pons et Pierre.

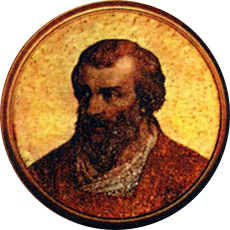
Pape Celestin III (1191 - 1198)

Il est reçu au chapitre de Saint-Trophime en 1159 puis en devient chanoine sacristain en 1173 avant d'être élu archevêque en 1191.
À l'époque de son élection, Arles est la proie d’une violence urbaine entre différents partis dont l'archevêché elle-même seigneur féodal d'une partie  de la ville. Ainsi lorsqu’en novembre 1191, le pape Célestin III remet à Imbert d’Eyguières qui s’était rendu à Rome pour être sacré des mains du souverain pontife, une bulle, Célestin y décrit dans la tradition de la paix de Dieu les troubles qui agitent la cité archiépiscopale et qui se traduisent par les pillages des marchands, l’arrivée de mercenaires et l’accueil des hérétiques. Il lui accorde les pleins pouvoirs pour extirper le mal et lui permet d’user à sa convenance de l’excommunication
. Dans cette fin du XIIe siècle, Imbert d’Eyguières va donc assurer à la fois un rôle pastoral et de seigneur de la cité.

## Le seigneur de la cité

### Un seigneur temporel
Il gère les biens de l'archevêché et ceux de sa famille. En octobre 1198, il renonce avec ses frères à des droits qu'ils avaient sur des terres près de Mas-Thibert données à l'Hôpital et l'année suivante, en juin 1199, il échange une vigne avec les Hospitaliers.

### Ses relations avec les grandes familles arlésiennes
Les grandes familles aristocratiques ou de chevaliers lui prêtent hommage. En 1191, il reçoit celui de Uc V des Baux, puis en janvier 1192, celui de Guilhem Porcelet. Il confie cette même année à Rostaing de Fos la garde des châteaux de Salon, Saint-Chamas, ainsi que la défense du cloître de Saint-Trophime d'Arles. En 1192, Rostaing de Fos lui rend hommage pour les pêcheries du pont Saint Genies (Martigues) et reconnaît y tenir ses possessions in feudum Ecclesiae.
En dépit des exigences de Rome, Imbert entretient des relations cordiales avec la grande famille des Baux. Comme son prédécesseur Pierre Isnard (1183-1190), il féodalise les relations entre l’archevêché et cette puissante famille aristocratique au prix d’un doublement des domaines inféodés à cette lignée. Il en est probablement ainsi de Barbegal, et peut-être aussi des ports de Saint-Gilles et du Petit Rhône, qui tous apparaissent pour la première fois dans le patrimoine de cette famille qu'elle reconnaît tenir de l'Église d'Arles, aux côtés de ses autres domaines, beaucoup plus anciens, le castrum de Trinquetaille et l'honneur du Pont-Saint-Geniès.

### Un représentant de la ville d'Arles
Il côtoie Gervais de Tilbury installé à Arles depuis 1189, juriste de l'archevêché et proche du futur empereur Otton IV, qui épouse une de ses parentes.
Il négocie des accords au nom de la ville. Avec Uc de Baux, Guillem Porcelet et les consuls d'Arles, il passe un traité de Paix avec l'envoyé du podestat de Gênes, en mars 1201 (ou 1202).
Face à une situation politique tendue opposant les habitants de la Cité et ceux du Bourg qui se disputent le quartier du Méjan, l'archevêque joue de cette rivalité pour imposer en 1202 sa médiation et l'union des deux consultats, rétablissant ainsi l'unité de la ville et privant les Porcelet et les Baux, les seigneurs du Bourg, de toute initiative politique.

## Le pasteur

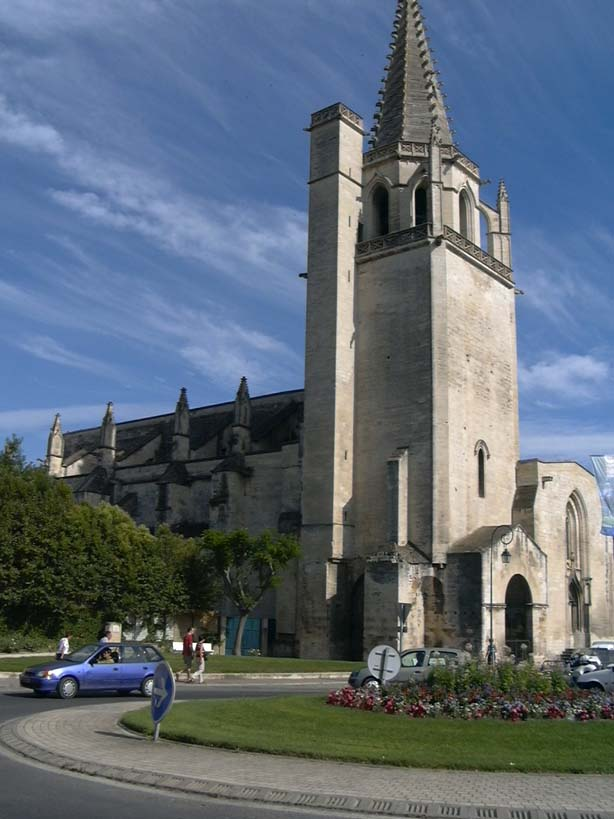
Église Sainte-Marthe

### Le développement du diocèse
Dans une bulle datée du 5 novembre 1191, Célestin III déplorant que les chanoines du chapitre suffisent à peine  à la célébration des offices, invite le nouvel archevêque à en augmenter le nombre. Un long conflit oppose Imbert, soutenu par le pape, à son chapitre. Quatre bulles en 1194 et deux en 1198 s'emploient à rappeler les chanoines à l'observance de leur règle. Le conflit ne sera apaisé qu'en 1204, lors d'une transaction intervenue entre le successeur d'Imbert, l'archevêque Michel de Mouriez, et les opposants. En 1195, Imbert assigne au sacriste de son Église divers cens sur Sainte-Cécile, inscrite aussi pour 9 deniers dans la liste de 1213. Le ler juin 1197, assisté de Rostaing de Marguerite évêque d'Avignon, il consacre l'église romane de Sainte-Marthe de Tarascon.

### La lutte contre les hérésies
En 1194, le pape Célestin III renforce l'autorité d'Imbert par une bulle par laquelle l'archevêque d'Arles peut rendre tout jugement qui lui semble bon, exemptant ces ordonnances de tout appel en Cour de Rome. Il lui demande aussi (10 mai) de mettre le Vieux-Bourg, seigneurie des Porcelet, interdit. Finalement, le 1er février 1199, du palais de l'archevêché, Imbert d’Eyguières jettera un interdit sur les églises de la Cappe détenues par Guilhem Porcelet. En cette période l'Église veille à ce que les arlésiens ne transmettent pas leurs biens à des hérétiques. Ainsi, dès août 1191, Imbert cautionne par sa présence la reconnaissance officielle du testament d'un paroissien. Il intervient encore en juin 1202, un mois avant sa disparition.

### Un acteur incontournable pour les ordres religieux
Imbert arbitre en janvier 1198 un procès entre le Temple et l'Hôpital à la suite d'une donation de droits en Camargue dont les deux ordres militaires s'estimaient bénéficiaires. Il donne gain de cause aux Hospitaliers et en mai 1201, il intervient à nouveau dans un différend entre le Temple et l'abbaye cistercienne d’Ulmet. 
À la fin du XIIe siècle, il accorde à Jean de Matha, fondateur de l'ordre des Trinitaires, qui retournant de Rome où il était allé solliciter l'approbation de sa règle par la pape Innocent III, passait par Arles, l'autorisation de fonder dans la ville un couvent de son ordre.

## Fin de sa vie

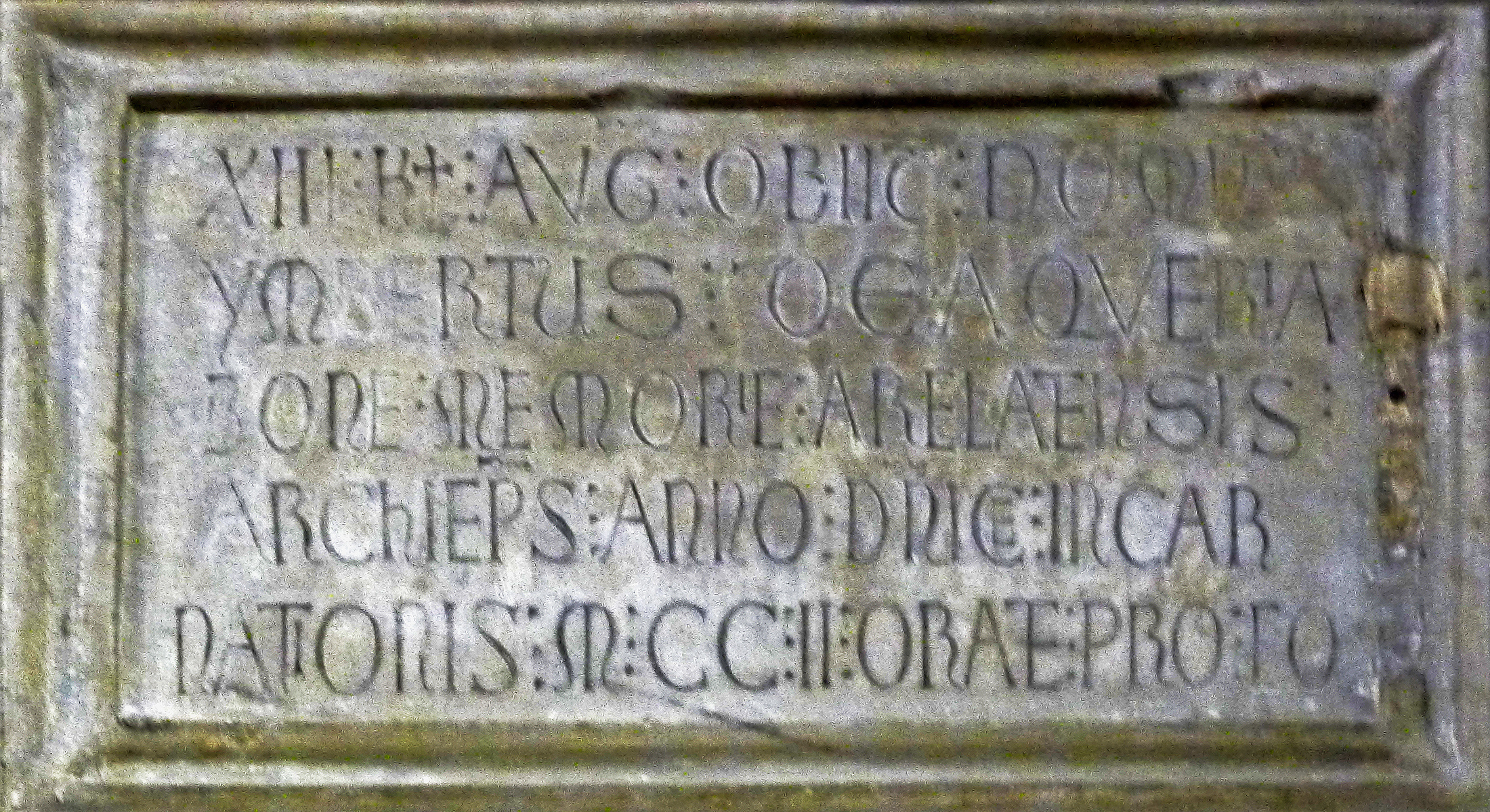
Épitaphe d'Imbert.

Il décède le 20 juillet 1202 et est inhumé dans la nef de Saint-Trophime, à l'emplacement des fonts baptismaux dans la deuxième travée du collatéral nord.